# Territorium Papua

Flagge der Kolonie

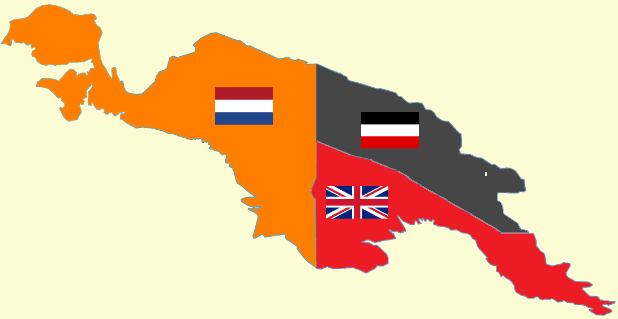
Politische Karte Neuguineas von 1884 bis 1919: Niederländisch-Neuguinea (links), Kaiser-Wilhelms-Land (rechts oben) und Territorium Papua (rechts unten)

Das Territorium Papua (auch: Papuaterritorium, englisch Territory of Papua) war de facto eine australische Kolonialbesitzung im Südosten der Insel Neuguinea, die von 1902 bis 1949 bestand. Das Gebiet wurde zuvor als Britisch-Neuguinea von London aus verwaltet und blieb de jure eine britische Besitzung, bis Papua-Neuguinea 1975 unabhängig wurde. Das Territorium umfasste mit den Provinzen Southern Highlands, Western, Gulf und Central sowie Oro und Milne Bay etwa die Hälfte des heutigen Staatsgebiets von Papua-Neuguinea.

## Geschichte

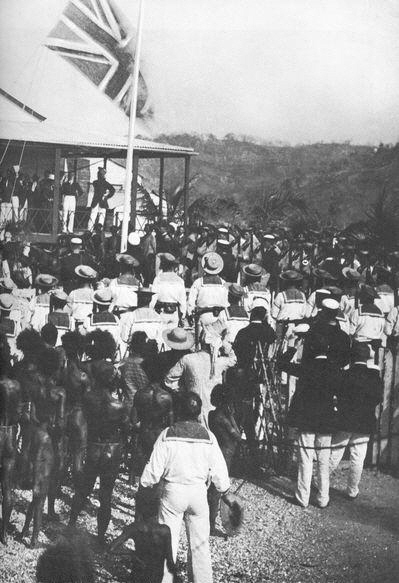
Die britische Flagge wurde 1883 bei der Annexion des südöstlichen Teils von Neuguinea durch Queensland gehisst.

1883 beauftragte Thomas McIlwraith, der Premierminister von Queensland, den Polizeirichter auf Thursday Island, Henry Chester, in der gerade neu gegründeten Siedlung Port Moresby den östlichen Teil Neuguineas sowie die benachbarten Inseln im Namen der britischen Regierung in Besitz zu nehmen. Chester hisste am 4. April 1883 die britische Flagge, die britische Regierung erkannte die Aktion jedoch nicht an.
Nachdem die australischen Kolonien im darauf folgenden Jahr finanzielle Unterstützung zugesagt hatten, wurde das Gebiet am 6. November 1884 zum britischen Protektorat erklärt.
Am 4. September 1888 wurde der südöstliche Teil der Insel Neuguinea zusammen mit einigen vorgelagerten, östlich gelegenen Inseln von Großbritannien als Britisch-Neuguinea annektiert.
Der nordöstliche Teil des heutigen Papua-Neuguinea, das damalige Kaiser-Wilhelms-Land, war Teil der deutschen Kolonie Deutsch-Neuguinea. Seit 1884 wirtschaftliches Einflussgebiet deutscher Handelsfirmen, unter anderem der Neuguinea-Kompagnie, wurde es 1885 deutsche Kolonie und gehörte von 1899 bis 1914 zu Deutsch-Neuguinea.
1902 wurde Papua unter die Kontrolle des neuen britischen Dominions Australien gestellt. Durch die Verabschiedung des Papua Act im Jahre 1905 erhielt das Gebiet den offiziellen Namen The Territory of Papua. Die formelle Verwaltung Papuas wurde 1906 an Australien übertragen, das Territorium Papua blieb jedoch de jure bis zur papua-neuguineischen Unabhängigkeit 1975 eine britische Kolonie.
Gleich nach Beginn des Pazifikkriegs 1941 wurde die Insel Neuguinea durch japanische Truppen besetzt. Der größte Teil von Westneuguinea, damals auch Niederländisch-Neuguinea genannt, wurde ebenso okkupiert wie große Teile des Territoriums Neuguinea, des früheren Deutsch-Neuguinea, das nach dem Ersten Weltkrieg ebenfalls unter australischer Verwaltung stand. Wegen seiner Lage im Süden der Insel und durch das nahezu unpassierbare Owen-Stanley-Gebirge im Norden geschützt, erreichten die japanischen Truppen Papua erst im Juli 1942. Über den Kokoda Track sollte die japanische Armee nach Port Moresby vordringen. Der japanische Vormarsch kam jedoch bei Ioribaiwa in Sichtweite von Port Moresby zum Stehen.
Nach dem Krieg wurden das Territorium Papua und das Mandatsgebiet Neuguinea durch den 1949 erlassenen Papua and New Guinea Act zum Territorium Papua und Neuguinea vereinigt. 1975 wurde Papua-Neuguinea unabhängig.

## Verwaltung
Gouverneure
1. 1895–1897: William MacGregor
2. 1898–1903: George Le Hunte
3. 1903–1904: Christopher Stansfield Robinson
4. 1904–1907: Francis Rickman Barton
5. 1908–1940: Hubert Murray
6. 1940–1942: Hubert Leonard Murray

Militärverwaltung
Die zivile Verwaltung wurde 1942 für die Dauer des Krieges durch eine Militärverwaltung ersetzt.
1. 1942–1946: Basil Moorhouse Morris

Administrator
(nach der Wiederherstellung der Zivilverwaltung 1945)
1. 1945–1952: Jack Keith Murray